# Tigridia oaxacana
Tigridia oaxacana är en irisväxtart som först beskrevs av Elwood Wendell Molseed, och fick sitt nu gällande namn av Peter Goldblatt. Tigridia oaxacana ingår i släktet Tigridia och familjen irisväxter. Inga underarter finns listade i Catalogue of Life.